# Seluruh Cinta
Seluruh Cinta(사랑의 모든 것)는 말레이시아의 가수 시티 누르할리자와 인도네시아의 가수 차크라 한의 콜라보레이션 싱글이다. 시티 누르할리자의 정규 17집 <Fragmen>의 인도네시아 버전에 수록되어 출시되었으며, 인도네시아 음악 시장에서 <Fragmen>의 첫 싱글로 나왔다. 시티와 차크라는 2013년 아누그라흐 플라넷 뮤직 때 차크라의 싱글 <Harus Terpisah>를 같이 부르며 인연을 맺었다.